# Osvald Dahlgren
Osvald Dahlgren (2 novembre 1911 à Stockholm – 11 mars 2004 à Stockholm) était le 2e Secrétaire général du Comité international des sports des sourds (CISS).

## Biographie et carrière
Osvald a participé deux fois aux Deaflympics en 1935 et 1939 dans les compétitions d'athlétisme, il a obtenu trois médailles dont une d'or et deux d'argent. Il devient secrétaire général du Comité international des sports des sourds en 1967 et cède ce poste à Knud Søndergaard en 1973.
Il était le président de Svenska Dövidrottsförbundet, la fédération des sports des sourds en Suède[réf. nécessaire].

## Palmarès

### Deaflympics
- Deaflympics d'été de 1935
  -  Médaille d'argent en épreuve Relais 4 × 100 mètres[1].
  -  Médaille d'argent en épreuve Relais 4 × 400 mètres[1].
- Deaflympics d'été de 1939
  -  Médaille d'or en épreuve Relais 4 × 400 mètres[1].

## Distinctions et récompenses
- Médaille d'honneur en bronze de Deaflympics en 1957[2]
- Médaille d'honneur en Or de Deaflympics en 1973[2]
- Membre honoraire à vie du Comité international des sports des sourds depuis 1973[3].
- Kruthmedaljen N°3[4]